# パーフェクト・ワールド (企業)
パーフェクト・ワールド（中国語: 完美世界股份有限公司、Perfect World Co., Ltd.）は、北京市を拠点とする中華人民共和国のマスメディア企業。この会社は、コンピュータゲーム会社のパーフェクト・ワールド・ゲームズと、映画制作会社のパーフェクト・ワールド・ピクチャーズの2つの事業セグメントで構成されている。 

## ゲーム開発
- パーフェクト ワールド -完美世界- - 2006年1月
- Tower of Fantasy（幻塔） - 2021年12月
- ペルソナ5: The Phantom X - 2024年4月